# 曹叔振鐸
曹叔振鐸（そうしゅくしんたく）は、西周の諸侯である曹の初代の君主。姓は姫で、名は振鐸。
周の文王の六男として生まれた。武王が殷を滅ぼすと、振鐸は曹（山東省菏沢市定陶区の北西）に封じられた。
子の脾（太伯）が後を継いだ。